# Dieno Castanho
Dieno Castanho (Santos, 19 de maio de 1901 – São Paulo, 8 de janeiro de 1972) foi um poeta, tradutor, jornalista, conferencista e publicitário brasileiro. Também escrevia sob os pseudônimos Dicas e Dieno Saudoso.

## Biografia
Filho de Elisiário Castanho e Vitalina de Mello Castanho, Dieno nasceu em Santos, mudando-se depois para São Paulo, onde foi jornalista profissional, tradutor, poeta, conferencista, compositor, humorista e, por 30 anos, publicitário. Em 1937 trabalhou como humorista na Rádio São Paulo, num programa denominado Teatro Alegre. Em 1946, fundou ao lado de A. P. Carvalho o primeiro curso de propaganda do Brasil.
Em 1921, fez amizade com o clarinetista Nabor Pires Camargo, iniciando uma longa parceria, com um número importante de composições. Costumavam se encontrar no Café Guarani, e foi ali que muitos dos versos de Dieno foram transformados em música.
Na década de 1920 as transformações políticas estavam em evidência, e as composições da dupla expressavam, de alguma forma, o descontentamento com os políticos brasileiros. Uma dessas composições, o maxixe “Coitado do Juca Pato”, editado pelos Irmãos Vitale em 17 de outubro de 1925, utilizava a figura de “Juca Pato”, criação do cartunista Benedito Bastos Barreto (1896-1947), sob o pseudônimo Belmonte, para o jornal Folha de S.Paulo. Era uma representação do povo sofrido, aquele que “pagava o pato” no final. A letra do maxixe é de Dieno, e representa o descontentamento do povo com os políticos da época:
| “ | Esse país é um colosso Ninguém duvide, que é fato Mas, no fim, quem rói o osso É o pobre do Juca Pato. | ” |

Posteriormente, a dupla compôs o maxixe “Mamãe me leva”, grande sucesso do carnaval de 1926, cuja letra nomeia vários bairros da cidade de São Paulo. Em 1924, quando começou a circular o primeiro ônibus da Lapa, era então chamado de "Mimosa" ou "Mamãe me leva", mesmo  nome da marchinha.
Nabor, em “Recordações de um clarinetista” , diria: “Pouco tempo depois de chegar a São Paulo, conheci o poeta e jornalista Dieno Castanho. (...) O Dieno e eu fizemos amizade, e costumávamos encontrar-nos, após o meu trabalho no cinema, no Café Guarani, na Rua Quinze  de Novembro, que era muito freqüentado pelos boêmios de São Paulo. Foi ali que, durante um bate-papo, tivemos a idéia de batizar os ônibus então em circulação na capital de “mamãe me leva”. O Dieno era poeta de boa veia e, com esse tema, na mesma hora escreveu os versos para um maxixe. Eram versos brejeiros, muito ao sabor da época. Eu sempre carregava papel de música no bolso, e ali mesmo escrevi a melodia para acompanhar aquela letra. No dia seguinte, harmonizei-a para piano, e levei a nossa composição para os Editores Irmãos Vitale. Eles gostaram da idéia e aceitaram a música para imprimir”.
Em 29 de outubro de 1926, a dupla compôs o samba “O Cavanhaque do Bode”, sátira ao então presidente brasileiro Washington Luis, que gostou da sátira a ponto de ter um encontro pessoal com Nabor.

## Obras

### Composições da parceria Nabor/ Dieno
- Rose!Rose!, que foi composto para concorrer como tema musical para o filme estadunidense “Roses of Picardy”, mas não venceu[1]
- Se os corações falassem
- Caboclo saudoso (samba)
- No pico do Jaraguá (samba)
- Lá vem Cruzeiro, composto quando Washington Luis tentou trocar a moeda brasileira (samba)
- Nosso café (samba)
- No Muchirão (baile de caboclos)
- Lamentos de um sino (tango)
- Buscando amor (tango)
- Diva (tango)
- Meu coração (foxtrote)
- Luar do Guarujá (foxtrote)
- Balada da Lua (foxtrote)
- Rojo Y Negro (marcha espanhola)
- Capuchinho (embolada)
- Nhá Chica, traga o pito (marchinha)

### Livros
- Tudo sobre o retrato feminino, Editora Iris, 1966
- Alimentação naturista – Saúde e longevidade, Editora Alvorada

### Traduções
- A querida do meu coração, de Wilhelmine Heimburg[6], volume 51 da Coleção Biblioteca das Moças, da Companhia Editora Nacional, 1ª edição em 1933, a última em 1941, 3 edições.
- Amor pelo Telefone, de Florence L. Barclay, volume 132 da Coleção Biblioteca das Moças, a 1ª edição em 1927, a última em 1958, 3 edições.